# 昭侯 (蔡)
昭侯（しょうこう、生年不詳 - 紀元前491年）は、春秋時代の蔡の君主。姓は姫、名は甲。蔡の隠太子姫有の子で、悼侯の後を受けて蔡国の君主となった。
紀元前509年、昭侯は楚に赴き、燕の昭公の作った佩玉と裘を身につけていたところ、楚の令尹の嚢瓦（子常）にこれを求められた。昭侯が渡さないでいると、3年のあいだ抑留された。紀元前507年、昭侯は佩玉と裘を子常に与えて帰国した。昭侯は晋に赴いて、楚への進攻を要請した。紀元前506年、昭侯は晋を中心とした召陵の会に参加し、楚に対する進攻に参戦した。蔡軍は召陵の会に参加しなかった沈を攻撃し、これを滅ぼした。この年、蔡は楚軍による包囲を受けた。呉・蔡・唐の連合軍が楚に進攻し、柏挙で楚軍を破った。
紀元前494年、楚を中心とする連合軍により蔡は包囲された。昭侯は国の移転を計画し、呉に協力を要請した。紀元前493年、蔡は国を呉の州来に移転した。昭侯は移転に反対する公子駟を殺害した。紀元前491年、昭侯が呉に赴こうとしたところ、さらなる国の移転を恐れる大夫たちによる襲撃を受け、矢を射かけられて殺害された。在位28年。